# Jason Carter (politicus)

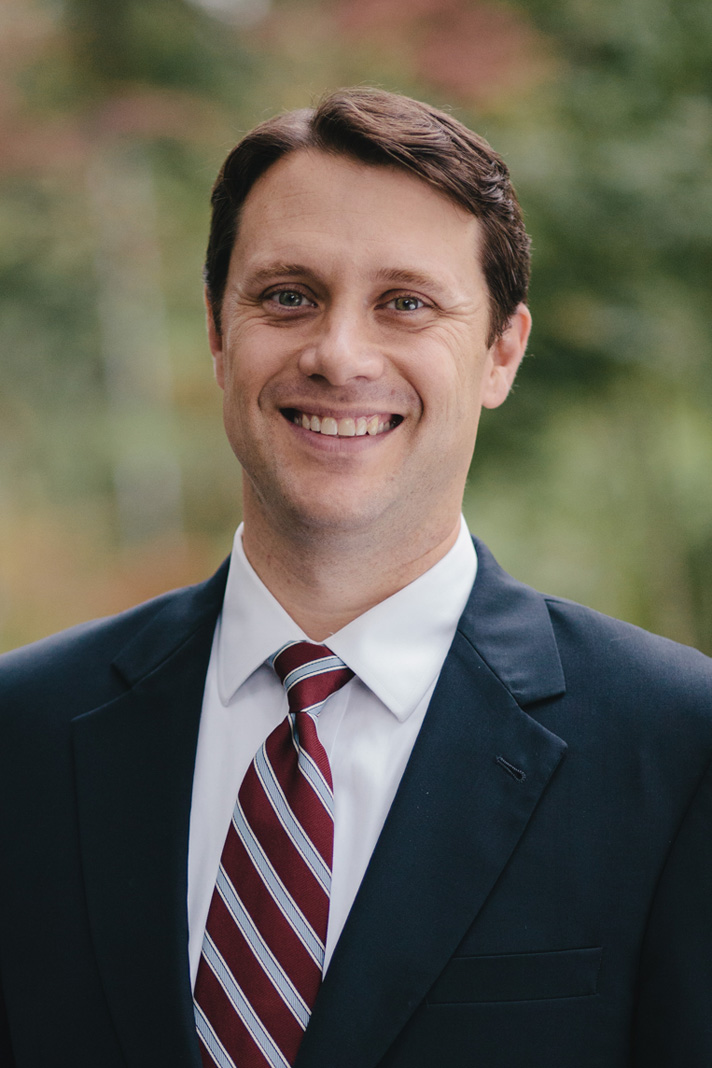
Jason Carter

Jason James Carter (7 augustus 1975) is een Amerikaans jurist en politicus uit de staat Georgia in de Verenigde Staten.
Carter was senator voor zijn staat van 20 mei 2010 tot 12 januari 2015. In 2014 was hij de Democratische kandidaat voor het gouverneurschap van Georgia, maar verloor van de Republikeinse zittende gouverneur Nathan Deal.
Carter is de kleinzoon van de 39e president van de Verenigde Staten en gouverneur van Georgia, Jimmy Carter. Als negentigjarige voerde de oud-president actief campagne voor zijn kleinzoon.
In 2015 werd Carter voorzitter van het Carter Center, een Amerikaanse mensenrechtenorganisatie dat werd opgericht door zijn grootvader kort na diens presidentschap.
Carters vrouw Kate is lerares en voormalig journaliste. Samen hebben ze twee zonen.
- Nationale Bibliotheek van Tsjechië: xx0167896
- Virtual International Authority File: 299856259